# Noni (peuple)
Pour les articles homonymes, voir Noni.
Les Noni sont une population vivant au Cameroun, dans la Région du Nord-Ouest, le département du Bui, particulièrement dans l'arrondissement de Noni où ils sont majoritaires, au pied du mont Oku et à l'ouest de Kumbo, dans des localités telles que Banten, Buh, Din, Djottin, Dom, Lassin, Mbiim, Mbinon, Nkor.

## Langue

Aire linguistique du noone (ou noni).

Ils parlent le noone (ou noni), une langue béboïde de l'Est, dont le nombre total de locuteurs était estimé à 127 000 en 2017.